# Baltazar Castellano Melo
Baltazar Castellano Melo (Cuajinicuilapa, Guerrero, 6 de noviembre de 1983) es un artista plástico y visual mexicano, que se caracteriza principalmente por mostrar a través de sus obras la riqueza cultural de su pueblo.

## Biografía
Baltazar Castellano Melo nació en Cuajinicuilapa, Guerrero, el día 6 de noviembre de 1983, hijo de madre negra y padre mixteco, lo que brinda en su persona un carácter mestizo. Desde muy temprana edad Baltazar se encontró fuertemente ligado a sus raíces culturales, esto principalmente debido a su figura materna, su mejor maestra de la vida y de la enseñanza es su madre, porque ella en la tierra le enseñaba a dibujar, la relevancia de su madre se encuentra inclusive como su primer contacto con el mundo del arte.
El arte estuvo presente a lo largo de su vida, a la edad de 21 años inició estudios formales en tal vertiente, egresando de la Licenciatura en Artes Plásticas de la Escuela de Bellas Artes de Oaxaca en el 2008. Al concluir su proceso de formación, Castellano Melo siguió dando muestra de la relevancia de sus raíces, prueba de ello se encuentra en su trabajo de titulación, con la tesis: El color de las palabras, cuentos tradicionales del pueblo negro, la cual dirigió el pintor y grabador Shinzaburo Takeda.
A lo largo de su carrera ha realizado varias exposiciones y proyectos, por ejemplo, Raíz de la ceiba con el propósito de visiblizar el pueblo negro llamado así por el color de la gente que ahí habita; en esta exposición reprodujo en su obra la tercera raíz negada. Su desarrollo artístico va de la mano con su contexto cultural, encontrando en sus obras el punto de convergencia de ambas líneas.

## Obra
Parte de la motivación de Melo en la elaboración de sus obras se encuentra marcada por su contexto social, como él lo señala: “en el estado somos poco conocidos o más bien ignorados y en el país somos una tercera raíz negada”; siendo sus obras un vehículo para levantar la voz, una voz que genere un reconocimiento.
Baltazar C. Melo brinda una visión como un agente interno, señala: “soy un mestizo que ha vivido la transgresión y la discriminación por mi origen, por eso comencé a pintar a mi gente y después a interpretar mi realidad, para que vieran lo hermoso que son los arcoíris negros”, además de mostrar una realidad que pasa desapercibida y que culturalmente ostenta muchos atributos, Melo remite a una noción dejada de lado, que es, la visión de la sociedad mexicana como un derivado de sincretismo cultural, recordando que la raza negra también le brindó color al entramado cultural mexicano.
Para la elaboración de sus obras Melo considera relevante el estudio, para de esta forma dotar de mayor veracidad sus obras, —voy a investigar sobre las danzas, la música, entro en una dinámica de estudiar a los personajes—, no solo se queda con lo que percibe a simple vista, entiende la música, analiza el instrumento que origina los sonidos, como lo menciona Melo en el video de la página CORTV, si pinta algo es porque él lo sabe hacer, conoce la estructura del instrumento y el proceso de fabricación de una máscara de diablos, inclusive la forma de danzar.
Además de la diversidad de elementos culturales que puede abordar, su trabajo no se encuentra delimitado por un solo estilo, mencionado por Melo en el video de CORTV, el estilo es un juego visual, no busca limitarse a una sola forma, buscar formas diversas que le permitan jugar con la realidad, de esta forma Baltazar C. Melo se encuentra en constante innovación o experimentación con diferentes técnicas y superficies de intervención.
Entre elementos culturales, una variedad de estilos experimentados y por experimentar Castellano Melo ha dado vida a una gran cantidad de obras —más de 500 piezas, entre obras pictóricas y gráficas que tienen la intención de generar una reflexión sobre la negritud de la costa chica de Oaxaca y Guerrero—, causando, a través de sus obras, que el espectador conozca aquellos rasgos culturales que se han encontrado olvidados e inclusive negados.
Su obra ha sido expuesta en el Museo Amparo de Puebla, así como en la Galería Agusta Savage de la Universidad de Massachusetts Amherst.

## Series de obras
- Cato de ruja para Atzatzilistli.[6][7]
- Animas que se cumpla, serie de exvotos.
- A cada quien su santo, serie de exvotos.
- Chanecas, cihuatatayotas Matlacihua.
- Santas de carnaval.
- No es rojo... es colorado.